# Курмахин, Николай Степанович
Никола́й Степа́нович Курма́хин (5 января 1935 — 23 марта 2018) — строитель. Герой Социалистического Труда. Почётный гражданин города Апатиты.

## Биография
Николай Курмахин родился в 1935 году. 17 июня 1960 года устроился на работу в трест «Спецстроймеханизация» машинистом экскаватора. В Мурманской области принимал участие в строительстве АНОФ-2, АНОФ-3 и целого ряда жилых домов и общественных зданий.
За выдающиеся достижения в труде указом Президиума Верховного Совета СССР в 1985 году Курмахину Николаю Степановичу было присвоено звание Героя Социалистического Труда и вручены орден Ленина и Золотая медаль «Серп и Молот». Николай Степанович является одним из четырёх Героев Социалистического Труда из работников «Апатитстроя», вместе с Михаилом Калацким, Вячеславом Егоровым и Аркадием Тереховым.